# Parachydaeopsis shaanxiensis
Parachydaeopsis shaanxiensis là một loài bọ cánh cứng trong họ Cerambycidae.